# National Council for Social Security Fund
Der National Council for Social Security Fund (SSF) ist eine öffentliche Einrichtung, die dem chinesischen Finanzministerium untersteht. Sie ist für die Investitionen und den Betrieb des National Social Security Fund (NSSF) verantwortlich. Dieser ist ein Staatsfonds für Investitionen um zukünftig die Sozialversicherung Chinas tragen zu können und diese zu finanzieren.

## Geschichte
Am 1. August 2000 beschlossen das Zentralkomitee der Kommunistischen Partei Chinas und der Staatsrat die Einrichtung des Nationalen Sozialversicherungsfonds (NSSF) und richteten den Nationalen Rat für den Sozialversicherungsfonds (SSF) zur Verwaltung und Bewirtschaftung des NSSF-Vermögens ein.
Der NSSF soll eine Lösung für das Problem der Überalterung sein und dient als strategischer Reservefonds der Zentralregierung zur Deckung künftiger Sozialausgaben und anderer sozialer Sicherungsbedürfnisse.
Von 2003 bis 2008 war Xiang Huaicheng Generaldirektor des National Social Security Fund.

## Portfolio & Entwicklung
Der Fonds verfolgt ein konservatives und vorwiegend inländisches Anlageprofil, wobei nur 14 % in alternative Anlagen investiert sind. Wie CIC (über Central Huijin) und Safe IC hält er bedeutende Anteile an den großen staatlichen Banken ABC, BOC, CDB und ICBC sowie eine bedeutende Beteiligung an der Hochgeschwindigkeitsbahn Peking-Shanghai.
Das aktuell verwaltete Vermögen von NSSF betrug 414.000.000.000 USD per Ende 2024.